# Burkhard Fehr
Burkhard Fehr (* 23. Februar 1942 in Lindenberg) ist ein deutscher Klassischer Archäologe und war bis zu seiner Entpflichtung 2007 Hochschullehrer am Archäologischen Institut der Universität Hamburg.

## Leben
Burkhard Fehr wurde 1968 an der Universität Marburg von Heinrich Drerup promoviert; 1977 habilitierte er sich im Fachbereich Kulturgeschichte und Kulturkunde an der Universität Hamburg. Fehrs Hauptinteressen gelten gesellschafts-, sozial- und wirtschaftspolitischen Aspekten der antiken Kunst, sei es in Plastik, Ikonographie oder Architektur. Fehr ist ein wesentlicher Protagonist der wissenschaftskritischen „Hamburger Schule“ in der Klassischen Archäologie, die in den 1970er- und 1980er-Jahren wichtige Impulse und Innovationen für das Fach geliefert hat. Nachfolgerin auf Fehrs Hamburger Professur wurde 2010 Martina Seifert. Fehr lehrte unter anderem als Gastprofessor am Institute for the History of Ancient Civilizations in Changchun (China).

## Schriften (Auswahl)
- Orientalische und griechische Gelage. Studien zur Bildtypik und -deutung. Bouvier, Bonn 1971 (zugleich: Marburg, Univ., Philos. Fak., Diss. 1968), ISBN 3-416-00689-5.
- Bewegungsweisen und Verhaltensideale. Physiognomische Deutungsmöglichkeiten der Bewegungsdarstellung an griechischen Statuen des 5. u. 4. Jhs. v. Chr. Moreland Editions, Bad Bramstedt 1979 (zugleich: Hamburg, Univ., Fachbereich Kulturgeschichte u. Kulturkunde, Habil.-Schr., 1977).
- Die Tyrannentöter oder Kann man der Demokratie ein Denkmal setzen? Fischer-Taschenbuch-Verlag, Frankfurt am Main 1984, ISBN 3-596-23914-1.
- Das Militär als Leitbild. Politische Funktion und gruppenspezifische Wahrnehmung des Traiansforums und der Traianssäule. In: Hephaistos. Kritische Zeitschrift zur Theorie und Praxis der Archäologie und angrenzender Gebiete, Bd. 7/8 (1985/86), S. 39–60.
- The Greek Temple in the Early Archaic Period. Meaning, Use and Social Context. In: Hephaistos. Kritische Zeitschrift zur Theorie und Praxis der Archäologie und angrenzender Gebiete, Bd. 14 (1996), S. 165–191.
- Kouroi e korai. Formule e tipi dell’arte arcaica come espressione di valori. In: S. Settis (Hrsg.): I Greci. Storia, cultura, arte, società, 2. Una storia Greca, 1. Formazione. Einaudi, Torino 1996, S. 785–843.
- Society, Consanguinity and the Fertility of Women. The Community of Deities on the Great Frieze of the Pergamum Altar as a Paradigm of Cross-Cultural Ideas. In: P. Bilde u. a. (Hrsg.): Conventional Values of the Hellenistic Greeks. Aarhus University Press 1997, ISBN 87-7288-555-6, S. 48–66.
- Aspekte politischer und religiöser Bildymbolik zur Zeit Hadrians. In: W. Hübner und K. Stähler (Hrsg.): Ikonographie und Ikonologie. UGARIT Verlag, Münster 2004 (Eikon; 8), ISBN 978-3-934628-44-1, S. 93–124.
- Ponos and the Pleasure of Rest. Some Thoughts on Body Language in Greek Art and Life during the Late Archaic and Early Classical Period. In: D. Yatromanolakis (Hrsg.): An Archaeology of Representations: Ancient Greek Vase Painting and Contemporary Methodologies. Kardamitsa Publications, Athens 2009.
- Becoming Good Democrats and Wives. Civic Education and Female Socialization on the Parthenon Frieze (= Hephaistos. New Approaches to Classical Archaeology and Related Fields, Sonderband). LIT Verlag, Berlin/Zürich 2011, ISBN 978-3-643-99900-9, ISSN 0174-2086.

Eine vollständige Bibliographie (Stand: Oktober 2008) findet sich in dem ihm gewidmeten Band 25 der Zeitschrift Hephaistos, S. 275–279.
Fehr ist seit Beginn ihres Erscheinens (Mit-)Herausgeber dieser Fachzeitschrift für Archäologie und angrenzende Wissenschaften, die seit 1979 erscheint und inzwischen in 25 Bänden vorliegt.